# 蜂蚁属
蜂蚁属（学名：Sphecomyrma）是一种已灭绝的蚁类，隸屬於蜂蟻亞科（Sphecomyrminae）蜂蟻族（Sphecomyrmini），生活于8000万年前白垩纪时期北半球的劳亚大陆。这是已知最早的蚁类之一。
1966年，埃德蒙·弗雷（Edmund Frey）夫妇在美国新泽西州克利夫伍德（Cliffwood）一处悬崖发现了保存有弗雷氏蜂蚁（Sphecomyrma freyi）标本的琥珀。1967年，艾德华·威尔森、弗兰克·卡彭特（Frank M. Carpenter）与小威廉·布朗（William L. Brown, Jr.）发表了一篇论文对该物种进行描述并将其定名为弗雷氏蜂蚁。这种蜂蚁兼具现代蚂蚁与胡蜂的特征。它具有蚂蚁独有的后胸侧板腺（metapleural gland），无翅，还有与蚂蚁相近的腹柄结构。同时，其拥有仅具两齿的短上颚、未收缩的柄后腹，中、后足胫节则各具一对距，这些特征都与胡蜂类似。其触角的形态则介于蚂蚁与胡蜂之间，第一节较短，但却有长而弯的索节。

## 生態學
有些科學家認為蜂蟻屬並非螞蟻，而是一種獨居或半社會性的生物。科學家們論述，蜂蟻屬在形態上不允許工蟻搬運或交哺幼蟲。然而，和蜂蟻屬觸角比例相仿的蜂類卻能夠餵食牠們自己的幼蟲。後胸側板腺的存在同時也象徵著蜂蟻屬為群居的真社會性昆蟲，後胸側板腺擁有防止感染的功能，使得他們能夠居住在土壤或落葉堆中，同時工蟻及幼蟲不受其中的感染源影響。大眼睛、長附肢及薄外骨骼暗示著工蟻為地棲性，他們在土壤層之上覓食。而化石證據更進一步的揭漏了工蟻間會一同覓食。

## 下属分类
本科包括以下属：
- 加拿大蜂蚁 Sphecomyrma canadensis Wilson, 1985
- Sphecomyrma freyi Wilson & Brown, 1967
- Sphecomyrma mesaki Engel & Grimaldi, 2005